# فريتز براوز
فريتز براوز (مواليد 20 مارس 1949) هو مبارز بالسيف نمساوي، مثّل بلاده في الألعاب الأولمبية الصيفية 1972.

## روابط خارجية
فريتز براوز على موقع أوليمبيديا (الإنجليزية)